# Skellefte
Skellefte (švédsky Skellefte älv) je řeka na severu Švédska (Norrbotten, Västerbotten). Celková délka toku činí 410 km. Plocha povodí měří 11 600 km².

## Průběh toku
Odtéká z jezera Ikesjaure nedaleko norsko-švédské hranice. Teče ze severozápadu na jihovýchod přes Nordlandskou vrchovinu, přičemž protéká jezery, z nichž jsou největší Hornavan, Uddjaure, Storavan. Vytváří na svém toku peřeje a vodopády. Na dolním toku protéká přímořskou rovinou. Ústí do Botnického zálivu Baltského moře.

## Vodní režim
Zdrojem vody jsou převážně sněhové srážky. Průměrný průtok vody činí přibližně 160 m³/s. Nejvyšší vodnosti dosahuje v létě a nejnižší v zimě.

## Využití
Využívá se k zisku vodní energie, k čemuž slouží vybudovaná kaskáda vodních elektráren. Je splavná pro vodáky. Nedaleko ústí se nachází námořní přístav Skellefteå.